# Olivier Thomert
Olivier Thomert (Versailles, 28 marzo 1980) è un calciatore francese, attaccante del Claye-Souilly.

## Carriera

### Nazionale
Ha esordito in nazionale nel 2013.